# Robert Korzeniowski
Robert Marek Korzeniowski (Lubaczów, 30. srpnja 1968.), bivši poljski atletičar, olimpijski, svjetski i europski prvak u brzom hodanju.Bivši svjetski rekorder u disciplini 50 km brzog hodanja.

## Natjecanja
Korzeniowski je osvojio četiri zlatne Olimpijske medalje, tri na 50 a jednu na 20 kilometara. U  Sydney 2000. osvojio je zlata na 50 i na 20 km te postao prvi brzohodač kojem je to uspjelo. Na Svjetskim prvenstvima osvojio je četiri medalje tri zlata i jednu broncu sve na 50 km. Na Europskim prvenstvima osvojio je dvije zlatne medalje na 50 km.
Proglašavan je dva puta 1998. i 2000. godine za Poljskog sportaša godine.
Nakon osvojenog zlata u  Ateni 2004. godine objavio je kraj karijere.

## Vanjske poveznice
- Službena stranica